# Штольтенберг, Рольф
Рольф Штольтенберг (нем. Rolf Stoltenberg, 8 января 1922) — немецкий хоккеист (хоккей на траве), нападающий.

## Биография
Рольф Штольтенберг родился 8 января 1922 года.
Играл в хоккей на траве за «Клиппер» из Гамбурга, в составе которого в 1952 году стал чемпионом ФРГ.
В 1952 году вошёл в состав сборной ФРГ по хоккею на траве на Олимпийских играх в Хельсинки, занявшей 5-е место. Играл на позиции нападающего, провёл 1 матч, забил (по имеющимся данным) 1 мяч в ворота сборной Польши. Этот матч стал для него единственным в составе сборной ФРГ.

## Семья
Сын Гюнтер Штольтенберг играл за сборную ФРГ по хоккею на траве в 1970-е годы, провёл 14 матчей.